# كماليش شارما
كماليش شارما (مواليد 30 سبتمبر 1941) دبلوماسي هندي. كان الأمين العام الخامس لكومنولث الأمم من عام 2008 إلى عام 2016 والمفوض السامي للهند في لندن. يشغل منصب المستشار الفخري جامعة الملكة (بلفاست).